# Losaria coon
Losaria coon är en fjärilsart som först beskrevs av Fabricius 1793.  Losaria coon ingår i släktet Losaria och familjen riddarfjärilar. Inga underarter finns listade i Catalogue of Life.